# Frankrikes geografi

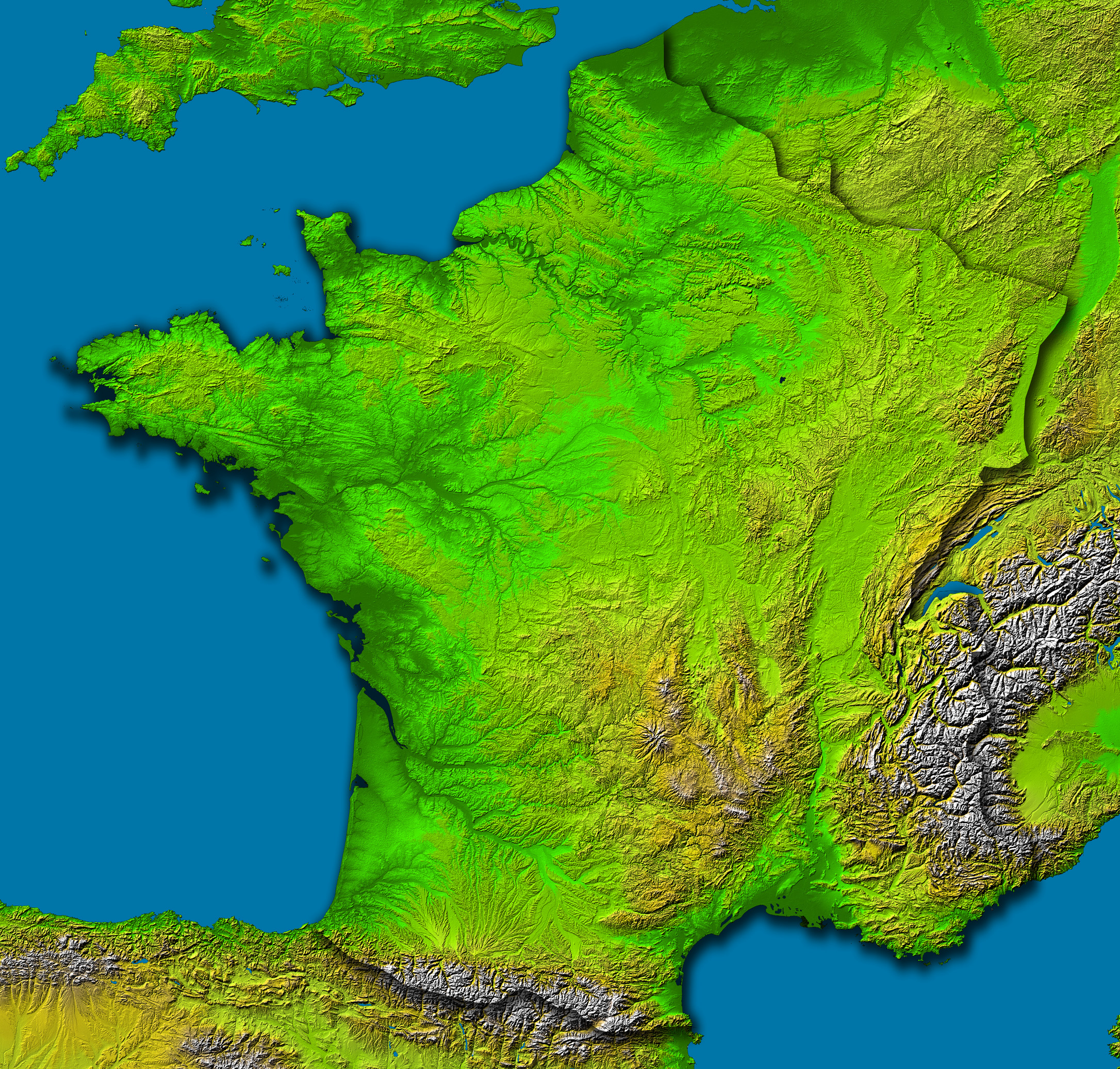
Färglagd radarbild över Frankrike sett från rymden.

Frankrike är beläget i västra Europa, det gränsar mot Atlanten (Biscayabukten), Medelhavet och Engelska Kanalen. Frankrike gränsar även mot Spanien, Andorra och Monaco i söder. Italien i sydost, Schweiz i öst, Tyskland i nordost och mot Belgien och Luxemburg i norr. Utanför metropolen gränsar landet även mot Brasilien, Surinam och Nederländska antillerna.

## Översikt
Den franska kusten är mestadels låg och jämn. Natursköna klippkuster finns i sydöst vid Medelhavet och på halvön Bretagne. Längs Engelska kanalen stupar branta kritklippor (franska falaises) i havet. Östra och centrala Frankrike uppfylls av berg, medan lågland dominerar i norr och sydväst. I norr övergår Flanderns slätter i det stora skålformiga Parisbäckenet, som är uppbyggt av krita och sandsten och har bördiga jordar i bland annat Normandie och Champagne. I sydväst sträcker sig ett stort bäcken runt floden Garonne och dess mynningsvik Gironde från Biscayabukten vid Atlantkusten mot Medelhavet. Ett tredje långsträckt slättland är Rhône–Saône-dalen. Vid sydkusten vidtar ett sumpigt deltaland, Camargue, känt för sitt rika fågelliv (häger, flamingo), och sina betesmarker (hästar, tjurar) men nu till stor del utdikat.
Mellersta Frankrike är bergigt. Det upptas av det vidsträckta Centralmassivet på cirka 1 000 meters höjd, vars glest befolkade inre delar, Auvergne, är vilt och naturskönt med slocknade vulkaner (högst är Puy de Sancy, 1 886 m). Massivets östra del utgörs av Cevennerna, som stupar brant mot Rhônedalen. Andra bergstrakter är Ardennerna och Vogeserna i nordöst. Yngre (tertiära) kedjor med vassare profil är Pyrenéerna på gränsen mellan Frankrike och Spanien, vars högsta topp på den franska sidan är Pic de Vignemale (3 298 m), och Alperna på gränsen mot Italien och Schweiz. De franska Havsalperna övergår norrut i Mont Blancmassivet (med Frankrikes och Europas högsta topp, 4 807 m).
Frankrike har många stora floder. Längst är Loire (1 012 km) som tillsammans med Seine, Rhône och Garonne avvattnar större delen av landet. Sedan gammalt finns det ett väl utbyggt kanalsystem, främst i nordöst, till exempel Seine–Marne–Rhenkanalen. Bland de äldsta är Canal du Midi (från 1680-talet) som förbinder Atlanten (Garonne) med Medelhavet. Flod- och kanalsjöfarten har dock minskat i betydelse.
Frankrike täcktes förr av stora skogar som skövlats, men genom återplantering är cirka 1/5 av ytan numera skogklädd. Det finns ädellövträd (bok, ek, kastanj). Ett karaktärsträd är poppeln som kantar landsvägar och kanaler. På högre höjd finns barrskog (gran, tall, lärkträd); barrträd har också planterats vid Les Landes, den hedliknande Atlantkusten i sydväst. Vid Medelhavskusten och på Korsika växer bland annat pinje, cypress, korkek och stenek samt olivträd, men landskapet domineras av låg buskvegetation, macchia (franska maquis) och hedmark (garrigue).
Det franska klimatet är tempererat med varma somrar och milda vintrar. Atlantkusten har de jämnaste temperaturerna och där är nederbörden riklig, liksom i bergstrakterna. Fastlandsklimat i det inre ger kallare vintrar. Medelhavsområdet är subtropiskt med torra somrar och vinterregn. Det drabbas vintertid av kalla nordanvindar (mistral).

## Terräng
- Lägsta punkten: Rhône floddelta -2m
- Högsta punkten: Mont Blanc 4.808m

## Naturresurser
- Kol
- Järn
- Bauxit
- Fisk
- Zink
- Timmer
- Pottaska

## Orter och städer
- Abbeville
- Ajaccio
- Albertville
- Albi
- Amiens
- Angers
- Angouleme
- Aurillac
- Avignon
- Bastia
- Besançon
- Bordeaux
- Belfort
- Brest
- Brive
- Caen
- Cahors
- Calais
- Cannes
- Carcassonne
- Chamonix
- Charleville-Mezieres
- Chatellerault
- Chinon
- Clermont-Ferrand
- Colmar
- Deauville
- Dieppe
- Digne-les-Bains
- Dijon
- Dole
- Domremy
- Dreux
- Dunkerque
- Evreux
- Grenoble
- La Baule
- La Rochelle
- Le Havre
- Lille
- Lyon
- Marseille
- Mende
- Metz
- Mont-de-Marsan
- Montauban
- Montpellier
- Nantes
- Nice
- Nimes
- Orléans
- Paris
- Pau
- Perigueux
- Perpignan
- Poitiers
- Quimper
- Reims
- Rennes
- Rodez
- Roubaix
- Rouen
- Saint-Gaudens
- Saint-Étienne
- Saint-Nazaire
- Saint-Tropez
- Saumur
- Sète
- Soissons
- Strasbourg
- Tarbes
- Toulon
- Toulouse
- Tours
- Tourcoing
- Valence
- Vichy

## Frankrikes territorier

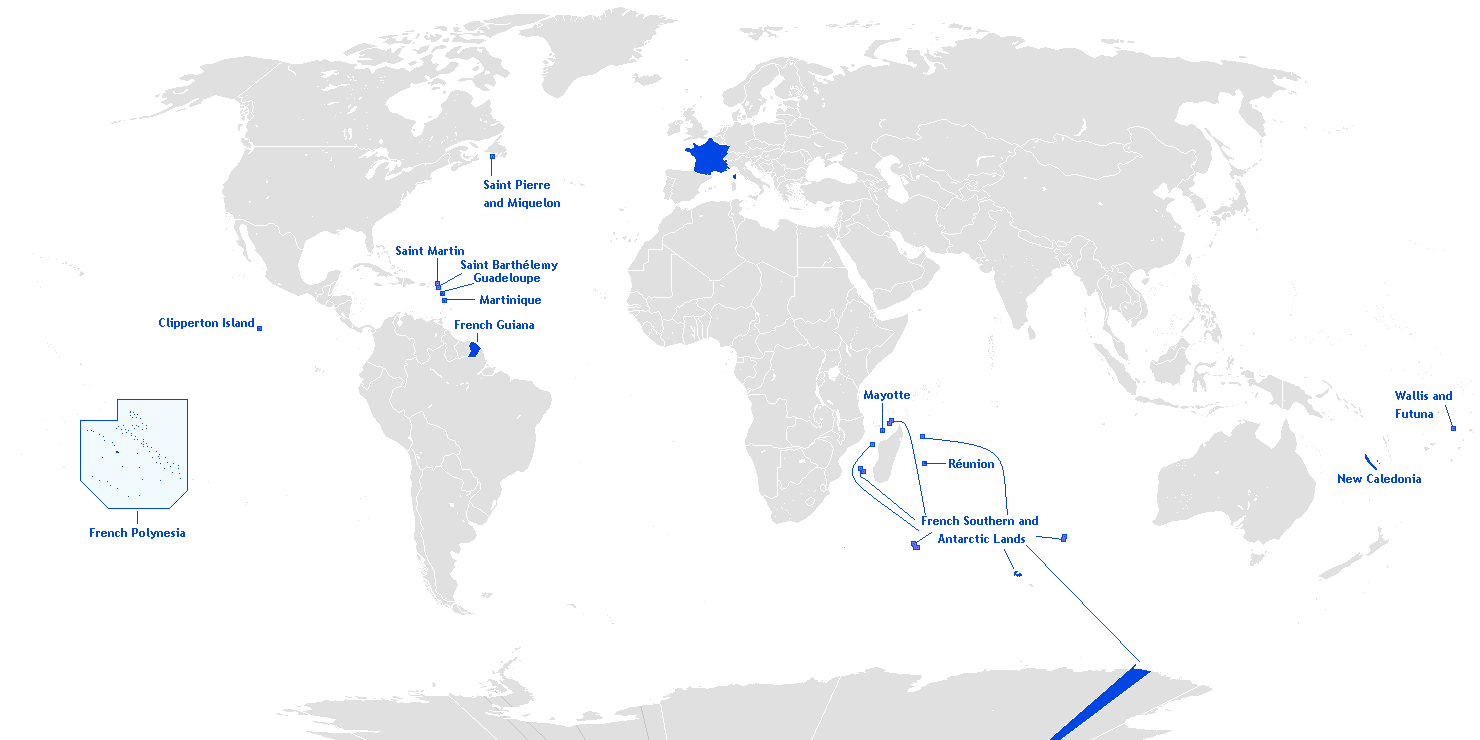
Frankrike och alla dess områden

Frankrike har än idag många territorier i många världsdelar, de är:
- Reunion
- Guadeloupe
- Martinique
- Franska polynesien
- Nya Kaledonien
- Mayotte
- Franska Guyana
- Wallis och Futuna
- Saint Pierre och Miquelon